# Thới Sơn (phường)
Thới Sơn là một phường thuộc tỉnh An Giang, Việt Nam.

## Lịch sử
Trước đây, Thới Sơn là một xã thuộc huyện Tịnh Biên.
Ngày 10 tháng 5 năm 1986, Hội đồng Bộ trưởng ban hành Quyết định 56-HĐBT. Theo đó, thành lập thị trấn Nhà Bàng, thị trấn huyện lỵ Tịnh Biên trên cơ sở 227,5 ha diện tích tự nhiên, 4.673 người của xã Thới Sơn và 311,5 ha diện tích tự nhiên, 2.548 người của xã Nhơn Hưng.
Sau khi điều chỉnh địa giới hành chính, xã Thới Sơn còn 1.762,5 ha diện tích tự nhiên và 4.334 người.
Ngày 13 tháng 2 năm 2023, Ủy ban Thường vụ Quốc hội ban hành Nghị quyết số 721/NQ-UBTVQH15 (nghị quyết có hiệu lực từ ngày 10 tháng 4 năm 2023). Theo đó, thành lập thị xã Tịnh Biên và thành lập phường Thới Sơn thuộc thị xã Tịnh Biên trên cơ sở toàn bộ 24,15 km² diện tích tự nhiên, 7.337 người của xã Thới Sơn.
Ngày 12 tháng 6 năm 2025, Ủy ban Thường vụ Quốc hội ban hành Nghị quyết số 1654/NQ-UBTVQH15 về việc sắp xếp các đơn vị hành chính cấp xã của tỉnh An Giang. Theo đó, toàn bộ diện tích tự nhiên, quy mô dân số của các phường Nhơn Hưng, Nhà Bàng và Thới Sơn thành phường mới có tên gọi là phường Thới Sơn.

## Du lịch
- Núi Két
- Đình Thới Sơn
- Chùa Thới Sơn